# あらあら旅館
『あらあら旅館』（あらあらりょかん）は、1964年3月3日から同年4月21日まで日本テレビ系列局で放送されていた読売テレビ製作のコメディ番組である。その後も1964年4月28日から同年9月29日まで『爆笑!あらあら旅館』（ばくしょう あらあらりょかん）と題して放送されていた。いずれもエヴェレストヂャー（ナショナル魔法瓶工業）の単独提供。全31回。放送時間は毎週火曜 19:30 - 20:00 （日本標準時）。

## 概要
大阪のある小さな旅館を舞台にした上方公開コメディで、そこで起こるさまざまな事件を面白おかしく描いていた。脚本は花登筺が監督兼任で手掛けていた。番組の公開放送は大阪・道頓堀の浪花座で行われていた。
本来は日本シリーズ・第5戦 南海×阪神中継（大阪球場、19:00 - 21:26）の雨傘番組として用意されていた10月6日放送分が最終回となる予定であったが、中継は予定通りに行われたため、結果的に9月29日放送分が最終回となった。その後は東京オリンピック中継（19:00 - 22:00）が2週にわたって行われ、11月に入ってから次のレギュラー番組『そっくりショー』がスタートした。

## 出演者
- 作之助（主人）：三浦策郎
- 久子（作之助の妻）：双葉弘子
- 佐吉（番頭）：佐々十郎
- 男衆の小芋：芦屋雁平
- もやし（風呂番）：大村崑
- ぼうだら（見習い）：船場太郎
- お慶（中頭）：西河慶子
- おチビ（女中）：愛川ルミ子
- ほか

## スタッフ
- 脚本：花登筺
- 監督：花登筺、香坂信之

## 放送リスト
サブタイトルは「あら、○○の巻」で統一されていた。
| 回 | 放送日 （1964年） | サブタイトル             | 備考                           |
| -- | ----------------- | ------------------------ | ------------------------------ |
| 1  | 3月3日            | あら、始めますの巻       |                                |
| 2  | 3月10日           | あら、トランクの巻       |                                |
| 3  | 3月17日           | あら、サービスの巻       |                                |
| 4  | 3月24日           | あら、おじいさんの巻     |                                |
| 5  | 3月31日           | あら、泥棒ですの巻       |                                |
| 6  | 4月7日            | あら、一太郎ですの巻     |                                |
| 7  | 4月14日           | あら、外人さんの巻       |                                |
| 8  | 4月21日           | あら、月給かの巻         |                                |
| 9  | 4月28日           | あら、あの男の巻         | この回をもって改題リニューアル |
| 10 | 5月5日            | あら、商売仇の巻         |                                |
| 11 | 5月12日           | あら、さくらの巻         |                                |
| 12 | 5月19日           | あら、役者ですの巻       |                                |
| 13 | 5月26日           | あら、サーカスの巻       |                                |
| 14 | 6月2日            | あら、友達かの巻         |                                |
| 15 | 6月9日            | あら、クビですの巻       |                                |
| 16 | 6月16日           | あら、兄さんの巻         |                                |
| 17 | 6月23日           | あら、アイスクリームの巻 |                                |
| 18 | 6月30日           | あら、心中の巻           |                                |
| 19 | 7月7日            | あら、角力の巻           |                                |
| 20 | 7月14日           | あら、引き抜きの巻       |                                |
| 21 | 7月21日           | あら、金持ちかの巻       |                                |
| 22 | 7月28日           | あら、どうなってるのの巻 |                                |
| 23 | 8月4日            | あら、団体さんの巻       |                                |
| 24 | 8月11日           | あら、手紙かの巻         |                                |
| 25 | 8月18日           | あら、盆踊りの巻         |                                |
| 26 | 8月25日           | あら、ケンカの巻         |                                |
| 27 | 9月1日            | あら、休みの巻           |                                |
| 28 | 9月8日            | あら、あがりましたの巻   |                                |
| 29 | 9月15日           | あら、お見合いの巻       |                                |
| 30 | 9月22日           | あら、買収の巻           |                                |
| 31 | 9月29日           | あら、ホテルですの巻     |                                |
| 32 | 10月6日           | （不明）                 | 未放送                         |

参考：『読売新聞縮刷版』 ラジオ・テレビ欄

## 参考資料
- 産経新聞[どれ?]
- 読売新聞縮刷版[どれ?]

| 日本テレビ系列 火曜19:30枠 【本番組の放送期間中のみエヴェレストヂャー単独提供枠】 | 日本テレビ系列 火曜19:30枠 【本番組の放送期間中のみエヴェレストヂャー単独提供枠】                   | 日本テレビ系列 火曜19:30枠 【本番組の放送期間中のみエヴェレストヂャー単独提供枠】 |
| 前番組                                                                            | 番組名                                                                                              | 次番組 |
| --------------------------------------------------------------------------------- | --------------------------------------------------------------------------------------------------- | --- |
| ビクター歌のパレード（第1期） （1957年4月 - 1964年2月）                           | あらあら旅館 （1964年3月3日 - 1964年4月21日） ↓ 爆笑!あらあら旅館 （1964年4月28日 - 1964年9月29日） | プロ野球日本シリーズ中継（火曜） （1964年10月6日） ※19:00 - 21:26 ↓ 東京オリンピック中継（火曜） （1964年10月13日 - 1964年10月20日） ※19:00 - 22:00 ↓ スターと共にそっくりショー （1964年11月3日 - 1966年9月） |